# Jakubovice
Jakubovice település Csehországban, Šumperki járásban. Jakubovice Štíty, Bušín, Malá Morava, Písařov és Janoušov településekkel határos. Lakosainak száma 212 fő (2024. január 1.).

## Népesség
A település lakosságának változását az alábbi diagram mutatja:
| Lakosok száma | 615  | 576  | 547  | 290  | 207  | 184  | 207  | 211  | 206  | 212  |
|               | 1869 | 1890 | 1921 | 1950 | 1980 | 2001 | 2017 | 2019 | 2022 | 2024 |